# Colla Castellera La Bisbal del Penedès
La Colla Castellera La Bisbal del Penedès és una colla castellera fundada a la vila de la Bisbal del Penedès, al Baix Penedès. La seva fundació data del 13 de març de 2015 i el 13 d'abril de 2015 la colla va ser acceptada per la Coordinadora de Colles Castelleres de Catalunya. El color de camisa de la colla és el taronja clar o color albercoc. El cap de colla actual és en Joan Esteve, que substitueix Sergi Corominas, des del 2020. El president és en Salvador Ferré que presideix l'entitat des del febrer de 2020.

## Història
La Colla Castellera La Bisbal del Penedès va debutar a Valls el 9 de maig de 2015, amb un pilar de 4, al I memorial Ramon Barrufet. El primer castell descarregat a plaça va ser el 3 de 6, a la diada del 15 d'agost a la Festa Major de la Bisbal del Penedès, i el primer 4 de 6 es va descarregar el 21 d'agost de 2015, a la Festa Major de la Joncosa del Montmell.
El 19 de juny de 2016 la colla de la Bisbal va celebrar la diada del seu apadrinament juntament amb les seves dues colles padrines, els Nois de la Torre i els Xicots de Vilafranca.
Els castells més destacats són la torre de 6, descarregada a Torredembarra el 17 d'abril de 2016; el pilar de 5, descarregat a la Festa Major de Puigdàlber el 29 de novembre de 2015; i el pilar de 5 aixecat per sota descarregat a la Festa Major Petita de Bisbal del Penedès, el 17 de juliol de 2016. El 15 d'agost, a la diada de la Mare de Déu d'Agost de la Bisbal del Penedès del 2016 la colla aconsegueix descarregar el 3 de 7, el seu primer castell de 7.
La colla va aconseguir descarregar el seu primer 4 de 7 a la Diada de Tardor a Sant Pere de Ribes, el 20 d'octubre de 2018. Des d'aleshores, han aconseguit descarregar diverses construccions de 7 pisos.
La millor actuació de la colla ha estat el 3 de 7, el 4 de 7, el 2 de 6 i el pilar de 5 descarregats; fita assolida el 20 d'octubre de 2018 a Sant Pere de Ribes i a la Festa Major de la Joncosa el 19 d'agost de 2022, actuant en solitari.

## Caps de colla i presidents
El primer cap de colla de l'entitat va ser Marcos González, que va exercir el càrrec des de la fundació de la colla, el març de 2015, fins a l'agost del mateix any. Va assumir el càrrec en Joan Esteve, un breu període fins al nomenament de Joan Vallès, el mateix agost, el qual va ser ratificat a l'assemblea del febrer de 2016 per les temporades 2016 i 2017. El gener de l'any 2018 assumeix el càrrec de cap de colla en Sergi Corominas, fins a acabar la temporada 2019. A l'assemblea general del febrer de 2020 Joan Esteve és elegit cap de colla fins a l'actualitat.
El primer president de l'entitat ha estat en Joan Esteve que ha ocupat el càrrec des de la seva fundació, el 2015, fins al febrer de 2020, quan el substitueix Salvador Ferré que és president fins a l'actualitat.